# ファクンド・コンテ
ファクンド・コンテ（Facundo Conte、1989年8月25日 - ）はアルゼンチンの男子バレーボール選手。ポジションはアウトサイドヒッター。アルゼンチン代表。

## 来歴
ソウル五輪の銅メダリストであるウーゴ・コンテを父にもつ。

### クラブチーム
ブエノスアイレス州ビセンテ・ロペス出身。2005年、Rosario Sonderへ入団しバレーボール選手としてのキャリアをスタートさせる。2007/08シーズンはイタリアセリエA2のPallavolo Cataniaへ移籍し、2年間プレーした。2009/10シーズンはイタリアセリエA2のZinella Volley Bolognaでプレーした。2010/11シーズンはイタリアセリエA1のVolley Lubeでプレーし、リーグとイタリアカップで3位となった。2011/12シーズンはGabeca Pallavoloで活躍した。2012/13シーズンはロシアリーグのDynamo Krasnodarでプレーした。2013/14シーズンから3年間、ポーランドリーグのPGE Skra Bełchatówでプレーした。2013/14、2014/15シーズンはリーグ連覇を果たした。また、2014/15シーズンのポーランドスーパーカップでMVPに選ばれ、欧州チャンピオンズリーグではベストアウトサイドヒッター賞を受賞した。2016/17シーズンはカタールのEl Jaish SCでプレーし、シーズン途中から中国リーグの上海に移籍。2017/18シーズンは中国リーグで優勝を果たした。2018/19シーズンはブラジル・スーパーリーガのFunvic Natalでプレーし、リーグ優勝を果たした。2019/20シーズンから2年間はSada Cruzeiro Vôleiで活躍した。2021/22シーズンはポーランドリーグのAluron CMC Warta Zawiercieでプレーし、リーグ3位となった。

### 代表チーム
2007年、アンダーカテゴリーの代表としてU-19世界選手権に出場し4位となった。2009年、U-21世界選手権では銅メダルを獲得した。同年、シニアのアルゼンチン代表に初選出され、ワールドリーグでデビューした。2010年、世界選手権に出場した。2011年、ワールドリーグでは4位となった。2012年、ロンドン五輪に出場した。2015年、パンアメリカンゲームズで金メダルを獲得し、自身もMVPに選ばれた。同年のワールドカップで5位となり、自身もベストスコアラー部門2位となる活躍をみせた。2016年、リオデジャネイロ五輪に出場した。2018年、世界選手権に出場した。2021年開催の東京2020オリンピックでは銅メダルを獲得した。パリ2024五輪をもって引退。

## 球歴
- オリンピック - ロンドン2012、リオ2016、東京2020、パリ2024
- 世界選手権 - 2010年、2014年、2018年、2022年
- ワールドカップ - 2011年、2015年
- ネーションズリーグ - 2018年、2019年、2021年、2022年、2023年
- ワールドリーグ - 2009年、2010年、2011年、2012年、2013年、2014年、2015年、2016年
- 南米選手権 - 2023年(金メダル)

## 受賞歴
- 2015年　2014/15ポーランドスーパーカップ　MVP
- 2015年　欧州チャンピオンズリーグ　ベストアウトサイドヒッター賞
- 2015年　パンアメリカンゲームズ　MVP
- 2016年　2015/16ポーランドリーグ　ベストサーバー賞
- 2016年　リオデジャネイロ五輪南米予選 ベストアウトサイドヒッター賞
- 2019年　世界クラブ選手権　ベストアウトサイドヒッター賞

## 所属クラブ
- Rosario Sonder（2005-2006年）
- GEBA（2006-2007年）
- Pallavolo Catania（2007-2009年）
- Zinella Volley Bologna（2009-2010年）
- Volley Lube（2010-2011年）
- Gabeca Pallavolo（2011-2012年）
- Dynamo Krasnodar（2012-2013年）
- PGE Skra Bełchatów（2013-2016年）
- El Jaish SC（2016-2017年）
- 上海（2017-2018年）
- Funvic Natal（2018-2019年）
- Sada Cruzeiro Vôlei（2019-2021年）
- Aluron CMC Warta Zawiercie（2021-2022年）
- Ciudad Voley（2022-）